# Zuihitsu
Zuihitsu (随筆, littéralement « au fil du pinceau ») est un genre littéraire japonais classique caractérisé par une prose libre, à la première personne, enregistrant pensées, événements, détails, anecdotes, etc.

## Œuvres majeures
- Les Notes de chevet (枕草子, Makura no sōshi?) de Sei Shōnagon.
- Les Heures oisives (徒然草, Tsurezuregusa?) de Yoshida Kenkō.
- Notes de ma cabane de moine ou Les Notes de l'ermitage (方丈記, Hōjōki?) de Kamo no Chōmei.